# Вељко Тодоровић (народни херој)
Вељко Тодоровић (Орах, код Никшића, 20. април 1914 – 29. јул 1944), учесник Народноослободилачке борбе и народни херој Југославије.

## Биографија
Рођен је у сиромашној сељачкој породици 20. априла 1914. године у селу Орах, код Никшића. За време Првох светског рата и окупације његова породица је остала без земље па су били приморани да се у периоду између два светска рата села из места у место, све до Крагујевца. Оновну школу завршио је у Ђураковцу, селу у Метохији надомак Истока. Није имао могућности да настави школовање па се бавио надничарењем и радио на сезонским пословима. Једно врме је радио у руднику олова и цинка у Трепчи.
У Комунистичку партију Југославије примљен је 1939. године. Био је учесник неколико акција које је КПЈ организовала међу рударима. За време Априлског рата заробљен је од стране Италијана код Скадра, али је успео је да побегне из логора и да се врати у родно место. Учесник је тринаестојулског устанка, а истакао се у борбама код Стубе у близини Никшића и других акција које су у источној Херцеговини у лето и јесен спроводиле партизанске јединици из Никшићког одреда. Велику храброст је показао у Пљеваљској бици када су се партизанске јединице сукобиле са Италијанима. Учествовао је ускоро свим већим биткама, између осталих у борби у Забрђу 1942. године, око Горњег Вакуфа, Бугојна и нападу на Прозор 1943. године, али и бици на Сутјесци. Нарочито се истакао у борбама које су партизанске јединице водиле за уништење четничког главног штаба за Црну Гору.
У борбама током 1943 и 1944. године био је водник, а касније и заменик командира чете. У борби са непријатељским снагама током Андријевичке операције погинуо је 29. јула 1944. године. Потиснути од стране Немаца, борци нису успели да извуку тело Вељка Тодоровића тако да је до данас остало непознато где му је гроб.
Указом Президијума Народне скупштине ФНР Југославије, 20. децембра 1951. године, проглашен је за народног хероја.